# ام‌وی کرلگ
ام‌وی کرلگ (به انگلیسی: MV Kerlogue) یک کشتی بود که طول آن ۱۴۲ فوت (۴۳ متر) بود. این کشتی در سال ۱۹۳۸ ساخته شد.